# Yoshimi Ozaki
Yoshimi Ozaki (尾崎 好美?, Ozaki Yoshimi; 1º luglio 1981) è una maratoneta giapponese.

## Palmarès
| Anno | Manifestazione  | Sede    | Evento   | Risultato | Prestazione | Note                                     |
| ---- | --------------- | ------- | -------- | --------- | ----------- | ---------------------------------------- |
| 2009 | Mondiali        | Berlino | Maratona | Argento   | 2h25'25"    | Miglior prestazione personale stagionale |
| 2011 | Mondiali        | Taegu   | Maratona | 17ª       | 2h32'31"    |                                          |
| 2012 | Giochi olimpici | Londra  | Maratona | 18ª       | 2h27'43"    |                                          |

## Altre competizioni internazionali

### Maratona di Tokyo
- 1 medaglia:
  - 1 oro (2008)